# Sreča v nesreči
Sreča v nesreči ali popisvanje čudne zgodbe dveh dvojčikov. Podučenje starim in mladim, revnim in pogatim. je prva slovenska povest, ki jo je napisal Janez Cigler leta 1836.

## Povzetek vsebine
Povest Sreča v nesreči je razdeljena na tri dele. V prvem in drugem delu Cigler pripoveduje o življenju bratov dvojčkov, ki jima je bilo ime Pavle in Janez, v tretjem delu pa govori o življenju njunega očeta Franceta Svetina.
1. del
Prvi del povesti govori o Pavletu, ki je moral po očetovem odhodu v vojsko zapustiti domačo hišo in oditi v službo. V življenju so ga čakale hude preizkušnje, ki pa jih je zaradi svoje dobrosrčnosti in poštenosti uspešno prestal. Na koncu prvega dela po zaslugi svojega prijatelja, ki ga pošlje na izobraževanje, postane škof in po dolgih letih sreča svojo mater.
2. del
Drugi del povesti govori o Pavletovem bratu dvojčku Janezu, ki je podobno kot Pavle moral zaradi pomanjkanja oditi od doma. Kruh je služil pri različnih gospodarjih. Z njihovo pomočjo se je izuril za odličnega trgovca. Z zadnjim gospodarjem je odšel v Francijo, kjer so ga čakale najtežje preizkušnje v življenju, ki pa jih zaradi svoje globoke vere v Boga uspešno premagal. Na koncu drugega dela se poroči z gospodarjevo hčerjo in po dolgih letih najde svojega očeta.
3. del
Tretji del povesti pa govori o Francetu, očetu Pavleta in Janeza, ki je svojo družino moral zapustiti zaradi vojaške dolžnosti. Tudi on je moral v življenju preživeti marsikaj, nekaj časa je preživel celo v suženjstvu. Njegova življenjska zgodba se je prav tako srečno končala, saj je bil France globoko veren človek, ki nikoli in nehal zaupati v Boga.

## Snov povesti
Ciglerju naj bi kot snovni vir služil bližnji svet oziroma kraji, v katerih se je kot mlad človek gibal. Svetinova družina naj bi živela približno petnajst minut stran od Ciglerjeve domače hiše, v vasi Selo pri Mostah v bližini Ljubljane. Vojska, v kateri je moral sodelovati tudi France Svetin in je zaradi nje moral zapustiti svojo družino, naj bi bila tista iz leta 1809, ko je Napoleon zasedel slovensko ozemlje in ustanovil Ilirske province. Zgodbo o ujetništvu starega Svetina v Franciji lahko pripišemo možnemu Ciglerjevemu poznanstvu s stiškim gostilničarjem Andrejem Pajkom, ki je bil poznan kot ljudski pisec spominov na Napoleonove vojne. Ta gostilničar naj bi razvnel tudi Ciglerjevo domišljijo. En snovni vir je torej ljudsko pripovedovanje, govorjenje o bolj kot ne resničnih preteklih (zgodovinskih) dogodkih.
Drugi snovni vir za Ciglerjevo povest je vzet prav tako iz ljudskega pripovednega izročila, in sicer je šlo za pripovedi, ki so pripovedovale o komaj verjetnem družbenem vzponu človeka z dna družbene lestvice. Tlačanski človek je bil takrat popolnoma nesvobodna oseba. Zaradi tega je razumljivo, da so bile med temi ljudmi zgodbe o tem, kako se je ta ali oni z lastno sposobnostjo in srečo rešil revščine družbenega dna, zelo odmevne in priljubljene. Med takšne zgodbe spadata tudi zgodbi obeh mladih Svetinov, saj se je eden s poštenostjo, vernostjo in bistrostjo iz pastirja povzpel do škofovskega položaja, drugi pa je postal pomemben trgovec.
Privlačna je tudi razgibana zemljepisna snovnost vseh treh življenjskih zgodb. V njih pripovedovalec popelje bralca na Dunaj, v Trst, v Besançon, Le Havre in Toulon, v Španijo, Severno Afriko in celo v Ameriko.

## Zgradba povesti
Zgradba Sreče v nesreči je tridelna, s kratko uvedbo ali prologom, v katerem je prikazana srečna Svetinova družina. Sledijo usodni dogodki, vojna, Svetinovi morajo po svetu, vsak na svojo stran. Nato pripovedovalec opisuje usodo moških članov Svetinove družine, mater Svetinko kot žensko pusti nekoliko ob strani. Od tod sledi vsem mogočim zapletom, ki so jim izpostavljene življenjske poti treh Svetinov. Konec je vsakokrat pridobitev in utrditev dovolj pomembnega in visokega družbenega položaja ter vsaj delna združitev poprej razkropljene družine.
Enaki pa niso samo začetki in konci posamičnih delov, temveč je enako tudi zaporedje odločilnih življenjskih preobratov pri vseh treh. Ti preobrati se med seboj razlikujejo samo po svoji snovni raznolikosti, po zgradbi so si popolnoma enaki. Tako je mogoče trditi, da je zgradba vseh treh delov Sreče v nesreči bolj ali manj enaka.

## PridigarstvoSreče v nesreči
Sreča v nesreči je versko vzgojno delo, zato glavni liki poosebljajo glavne krščanske vrline vero, upanje, ljubezen, predvsem pa zaupanje v Boga, poleg tega so človekoljubni, pošteni, delovni in se ogibajo vsakemu užitkarstvu; s tem so zgled krščanskega življenja. Osebe so torej tipi in ne razvijajoči ali spreminjajoči se značaji.
Zadnji stavek Sreče v nesreči »Tako da Bog včasih že na tem svetu srečo v nesreči, če človek tudi v nesreči vedno Bogu zvest ostane,« je tudi  končni nauk oziroma sporočilo: življenjske zgodbe treh Svetinovih moških so zgled (takorekoč pridižni eksempel), da je treba pošteno, pravično, dobrodelno živeti in pred vsem zaupati Bogu, saj si je le tako mogoče zagotoviti pravo tostransko in onostransko srečo. Poučno naravo povesti napoveduje že tudi podnaslovna oznaka na začetku povesti (»podučenje starim in mladim, revnim in bogatim«).

## Knjižna tradicija in sprejem dela
Srečo v nesreči lahko označimo bodisi kot povest (Cigler svojemu delu ni dal vrstne oznake, reče ji "zgodba"), Fran Levstik pa jo je v Popotovanju iz Litije do Čateža imenoval roman, po njegovem torej prvi slovenski roman. Nabožno-vzgojno pripovedništvo je bilo na Slovenskem razširjeno zlasti po zaslugi prirejevalcev tovrstne proze nemškega pisatelja Krištofa Schmida (že v 20. letih, veliko več pa v 30. in 40. letih 19. stoletja). Iz take slovstvene usmeritve je izhajal tudi Janez Cigler s svojo Srečo v nesreči.
Slovenski knjižni trg je pripoved dobro sprejel, saj je bila povest v petih letih izdana trikrat. Fran Levstik je povest ugodno ocenil in ugotavljal, da jo ljudje radi berejo (oz. poslušajo, ko berejo drugi). To ga je spodbudilo, da je v svojem programskem sestavku Popotovanje iz Litije do Čateža omenjal pripoved kot enega od možnih kažipotov za razvoj slovenske daljše pripovedne proze. Po vsej verjetnosti je Levstika k temu nagnilo spoznanje, da je zlasti za preproste bralce tako berilo v skladu z njihovim pričakovanjem.
Kos pravi, da je Cigler s svojo povestjo po letu 1840 vplival na mladinsko, pa tudi na zabavno in trivialno literaturo. Danes ne moremo mimo dejstva, da je Srečo v nesreči mogoče sprejemati, razumevati in pravično ovrednotiti le z literarnozgodovinskega vidika, saj literarnoumetniška raven marsikomu najbrž ne dopušča bralnega užitka in spoznavnega zadoščenja. To pa seveda ne zmanjšuje pomena Ciglerjeve pripovedi; delo ima v vsakem primeru povsem natančno določeno mesto v slovenskem pripovedništvu: zagotovljena mu je pomembnost glede na to, da je prva slovenska povest.